# Belinga
Belinga ist eine Siedlung in der Provinz Ogooué-Ivindo im Norden Gabuns an der Grenze zur Republik Kongo.
Auf dem Gemeindegebiet befindet sich eine Eisenerz-Lagerstätte. Sie wurde 1955 entdeckt und in den 1970ern prospektiert, ihr Volumen wird auf eine Milliarde Tonnen geschätzt. Es wird angenommen, dass sich die Lagerstätte auf das benachbarte Kamerun und die Republik Kongo erstreckt. 2006 hatte die China Machinery Engineering Corporation eine Konzession zur Ausbeutung des Eisenerzes erhalten.
2021 wurde ein Explorationsvertrag zwischen Ivindo Iron, einem Joint Venture zwischen dem australischen Bergbaukonzern Fortescue Metals Group und dem Afrika Transformations- und Industrialisierungsfonds (Africa Transformation and Industrialization Fund: ATIF) mit Sitz in Abu Dhabi, sowie dem Staat Gabun abgeschlossen, der es dem Konsortium exklusiv für drei Jahre erlaubt, das Belinga Eisenerzprojekt zu entwickeln. Die Genehmigungen erstrecken sich über ein Areal von 4500 km². Nach dem derzeitigen Wissensstand hat die Lagerstätte einen hohen Eisengehalt bei geringer Verunreinigung. Die Lagerstätte befindet sich im aus dem Archaikum stammenden Gestein des Kongo-Kratons.